# УСТ Скала (Вайсенбург)
УСТ «Скала» (Українське Спортове Товариство «Скала») — українське спортивне товариство з німецького поселення Вайссенбург, (український табір Розен Готель, 690 осіб, членів 60) було засноване в травні 1946 року. Головою увесь час був Іван Бойко.
Чинні були лиш три секції (ланки): футбол (змагався в обласній лізі), волейбол чоловіків і настільний теніс. У 1947 році працювала лише футбольна секція, а взимку 1947—1948 років товариство самоліквідувалося.